# Parque do Ingá Prefeito Adriano José Valente
O Parque do Ingá Prefeito Adriano José Valente ou apenas Parque do Ingá, é uma unidade de conservação florestal localizada na cidade de Maringá, cidade brasileira do Paraná.

## História

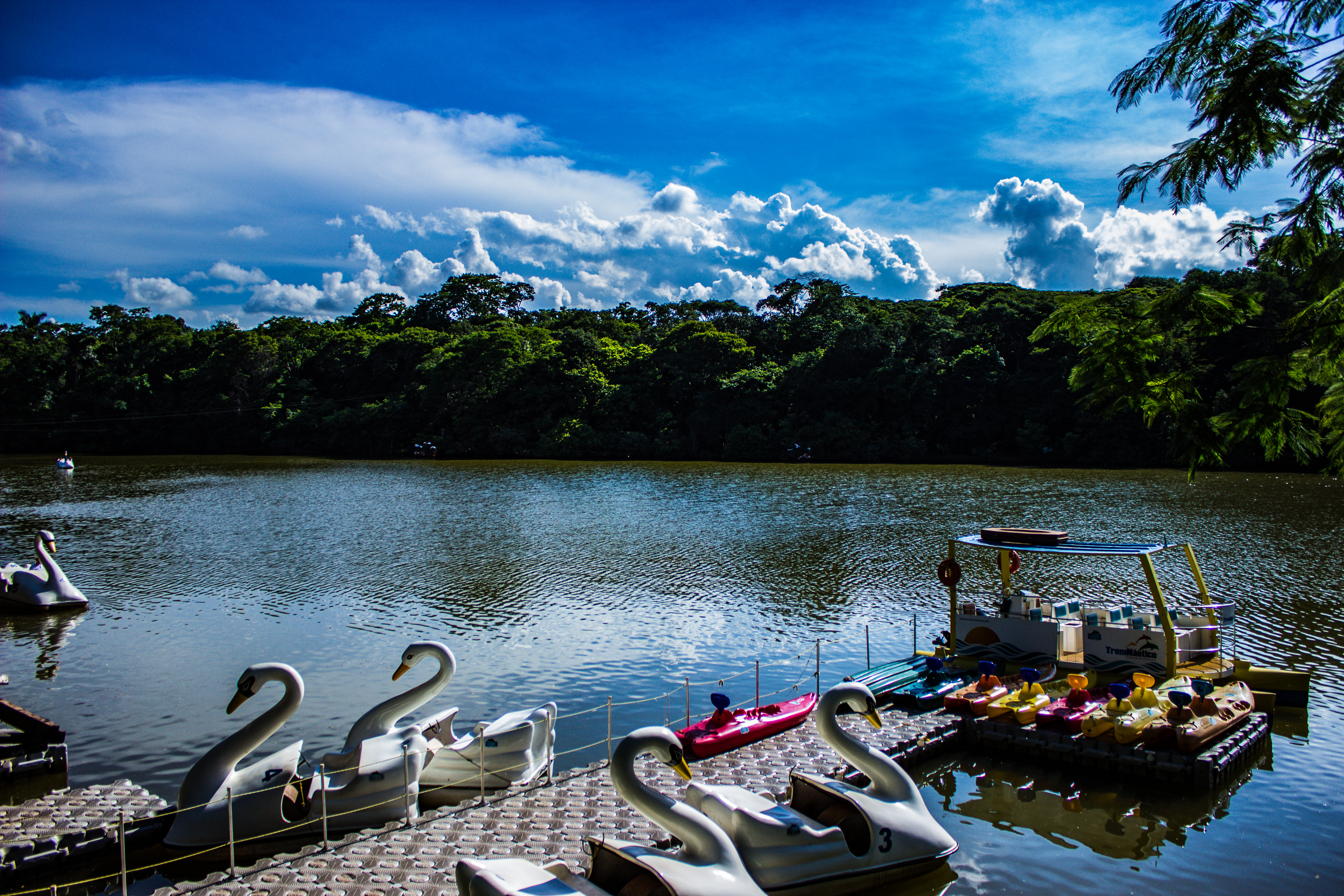
Parque do Ingá

O local onde se encontra o parque, era uma reserva de mata fechada nos anos que antecederam a sua criação e conhecido como "o bosque Dr. Etelvino Bueno de Oliveira". Após um incêndio que devastou parte das árvores nativas, o então prefeito de Maringá, Adriano José Valente, iniciou os estudos para criar uma área verde na cidade, em 1969. Após a realização de uma consultoria, iniciada por Anníbal Bianchini da Rocha, o Parque do Ingá foi inaugurado em 10 de outubro de 1971; um grande espaço com mata nativa, lago artificial, um corredor de sete quilômetros de pavimentação em paralelepípedo e o Córrego Moscados (uma nascente existente no interior da mata, que foi represada para formar o lago). Com um total de 474,3 mil m² de área na época de sua criação, o parque possuía um píer para pedalinhos e um pequeno zoológico, além de espaços sociais destinado às massas, como restaurante e churrasqueiras, sendo assim, logo de início ganhou um nome popular: o “Clube do Povo”.
Em junho de 1978, foi inaugurado o Jardim Japonês do Parque do Ingá, em homenagem ao 70º aniversário da imigração japonesa ao Brasil e pela visita oficial a Maringá do príncipe Akihito. Em 1991, o local foi declarado como parque municipal, sendo incorporado ao município como área de preservação permanente.
Em 2009, o parque foi fechado por suspeita de febre amarela na população de macacos que vivem no local e por longos dois anos, assim se manteve, até que em junho de 2011 foi reaberto, após laudos do Instituto Adolpho Lutz e do Instituto de Biologia Molecular do Paraná (IBMP) confirmarem que as mortes foram decorrentes de herpes.
Em 2014 houve a inclusão do nome do prefeito que inaugurou o local ao nome do parque, sendo renomeado Parque do Ingá Prefeito Adriano José Valente.

## Estudos

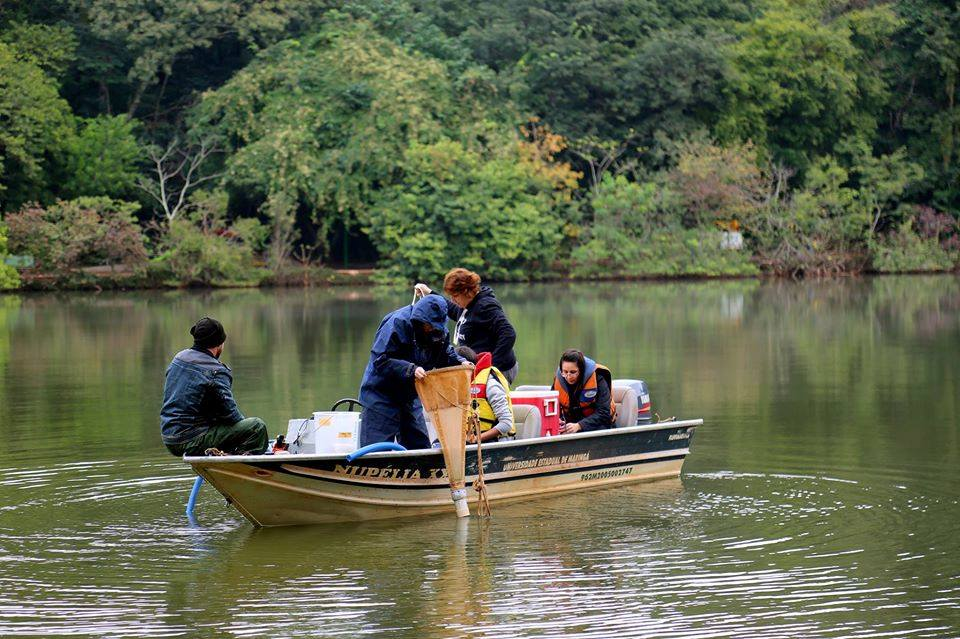
Coleta para pesquisas limnológicas realizada por pesquisadores da Universidade Estadual de Maringá

No parque do ingá ocorre uma série de atividades, tanto científica quanto recreativa e educacional. Durante todo o ano, alunos do curso de Ciências Biológicas e áreas correlatas da Universidade Estadual de Maringá (UEM) e outras universidades da região, realizam monitoramento de educação ambiental, orientando visitantes de todo Brasil e ensinando sobre a grande biodiversidade do local[carece de fontes?].
No local, também funciona um laboratório vivo onde todos podem aprender na prática o significado de palavras ligadas a preservação e a conscientização ambiental[carece de fontes?].
Foram realizados diversos estudos de Plano de Manejo do parque, sendo o último realizado durante o ano de 2019, com os resultados a serem publicados em 2020.